# Iwanowice-Naboków
Iwanowice-Naboków – wieś w Polsce położona w województwie śląskim, w powiecie kłobuckim, w gminie Opatów.
W latach 1975–1998 miejscowość administracyjnie należała do województwa częstochowskiego.